# Gewog di Norgaygang
Il gewog di Norgaygang è uno dei quindici raggruppamenti di villaggi del distretto di Samtse, nella regione Occidentale, in Bhutan.